# Thereva monticola
Thereva monticola är en tvåvingeart som beskrevs av Becker 1922. Thereva monticola ingår i släktet Thereva och familjen stilettflugor. Inga underarter finns listade i Catalogue of Life.